# Pere Pasqual
|  | Aquest article tracta sobre el sant mercedari del segle xiii. Si cerqueu per al franciscà mort a Valença en 1321, vegeu «Pere Pasqual de Cuneo». |

Pere Pasqual és un sant mercedari, canonitzat el 1670. Avui dia, hi ha seriosos dubtes sobre la seva historicitat, puix que la tradició ha barrejat en la seva figura elements d'almenys tres persones diferents: un mercedari anomenat Pere Pasqual, un màrtir bisbe de Jaén, mort a Granada l'any 1300 i un hipotètic Pere de València que hauria fundat un convent a Toledo. És el patró dels estudiants mercedaris.
Al segle xvii, autors de l'orde de la Mercè van fer la identificació interessada de les tres persones en una sola; probablement, es tracta d'una mixtificació amb intencions propagandístiques: l'orde tindria així un bisbe màrtir amb possibilitats de ser canonitzat, com va succeir.
A més, hom va atribuir-li unes obres anònimes, escrites en català durant el segle xv, fent servir una petita falsificació en les dades d'una edició incunable per tal de provar-ne l'autoria. Per això, Pere Pasqual sol trobar-se referenciat en històries de la literatura i al centre d'algunes polèmiques lingüístico-polítiques basades en la suposada data d'escriptura de les seves obres.

## Vida del sant segons la tradició
Sant Pere Pasqual, segons aquesta tradició del xvii, va nàixer a València cap a 1227. Iniciat en els estudis eclesiàstics, els va continuar a París on va ser ordenat sacerdot en 1249. Allí, hauria estat condeixeble de Sant Tomàs d'Aquino. Tornat a Espanya, va ingressar en l'orde de la Mercè i es va dedicar a la redempció de captius. Va ser nomenat bisbe de Jaén en 1296. Mentre realitzava una visita pastoral a la diòcesi va ser capturat pels musulmans i portat en captivitat, durant la qual va escriure diverses obres per a ensenyança dels cristians i defensa de la fe dels captius. Va morir decapitat a Granada (Andalusia) el 6 de gener de l'any 1300.

## Obra atribuïda
Des del segle xvii, se li han atribuït, sense cap fonament científic ni lingüístic, diverses obres en llengua catalana realment escrites al segle XV: la Bíblia Parva o Llibre del bisbe de Jaén, que hauria escrit durant la presó a Granada; el Llibre de Gamaliel, La destrucció de Jerusalem, la Disputa del Bisbe de Jaén contra los jueus i les sis Històries i contemplacions. Avui, es considera que les diferents obres són de mans diferents, d'autors del domini català, però sense lligam amb València, i del segle xv. En el cas de La destrucció de Jerusalem, tampoc no és una obra original, sinó la versió catalana d'una obra de gran difusió en la Mediterrània occidental, escrita possiblement en occità.

## Controvèrsia
Jaume Riera i Sans en "La invenció literària de sant Pere Pasqual", manifesta els dubtes i contradiccions de l'atribució del XVII i arriba a la conclusió que la figura de Pere Pasqual, tal com ha estat transmesa per la tradició, no ha pogut existir i que s'hi han mesclat elements de diferents procedències. Atès que el sant va ser canonitzat el 1670, justament, arran de la biografia confegida pels mercedaris durant el 1629 en què creaven aquesta figura, es podria dir que Sant Pere Pasqual, com a tal, no va existir.
Aquesta figura també ha estat utilitzada com a argument en pro de la independència del valencià respecte del català: s'argumenta que si Sant Pere Pasqual era valencià, nascut abans de la conquesta de la ciutat per Jaume I, i havia escrit aquelles obres atribuïdes, la llengua que hagués parlada no podia haver estat el català, portat pels conqueridors, sinó el mossàrab valencià que, pretesament, hauria donat origen al valencià actual. Per això mateix, tesis com les de Riera, que proven d'analitzar d'un punt de vista científic els textos i les fonts conservades, són rebutjades de pla com un intent "pancatalanista" de delir la Història valenciana. Però és evident que l'existència d'una minoria mossàrab a València no contradiu el fet que el Regne comencés a configurar-se com a tal a partir de la Reconquesta.